# 楊基榮
楊基榮（1966年4月4日—），中華民國陸軍中將，現任國防部常務次長，曾任陸軍第2副司令、國防部總督察長、陸軍後勤指揮部指揮官、陸軍第六軍團指揮官、陸軍第六軍團副指揮官、陸軍司令部副參謀長。
2019年8月1日，配合總統府「私菸案」造成國軍將領人事調動，由六軍團副指揮官楊基榮接任前指揮官黃金財74職缺。2位新官的布達儀式。在參謀總長沈一鳴上將監交下，黃金財將軍團印信交給楊基榮，立刻便與沈一鳴一同趕往台北的憲兵指揮部，接下憲兵的印信。

## 荣誉

### 中华民国勋章奖章
- 四等云麾勋章（2020年11月25日于桃园龙胜营区颁授[1]）
- 四等宝鼎勋章（2022年6月1日于台北博爱营区颁授[2]）